# Lučenec (planetka)
(14509) Lučenec je planetka, kterou objevili Adrián Galád a Alexander Pravda dne 9. března 1996 v Astronomické a geofyzikální observatoři Univerzity Komenského v Modre. Oficiálně byla zaregistrována 28. března v roce 2002 ve Středisku pro asteroidy (Minor Planet Centre) jako planeta č. 14509 s pojmenováním Lučenec. 
Planetka (14509) Lučenec je přibližně 4 km velký kus skály, který obíhá kolem Slunce. Nachází se v pásmu asteroidů s oběžnou dráhou mezi Marsem a Jupiterem. Oběžná doba asteroidu trvá přibližně 3,8 roku při rychlosti 18,08 km za sekundu.
Adrián Galád, jeden z objevitelů, strávil své mládí v Lučenci a jak sám řekl: „Přirostlo mi moje město k srdci a tak jsem se rozhodl pojmenovat planetku jeho názvem“